# 大楽寺 (防府市)
大楽寺(だいらくじ)は、山口県防府市にある曹洞宗の寺院。桑山(くわのやま)の東の麓にある。正式名称は、放光山大楽寺。1381年(永徳元年)の創建。
明治維新に関係した人たちの墓所があることで知られている。またこの寺の梵鐘は、元は毛利水軍の基地であった三田尻御舟倉（みたじりおふなぐら）の時鐘で、船廠（せんしょう）内の大工小屋の屋上に作られた鐘楼に懸けられていたもので、明治維新後、御舟倉の廃止にともない大楽寺に移されたものである。防府市指定有形文化財になっている。寺の墓所は、本堂を挟んで大楽寺北墓地、大楽寺南墓地と2ヵ所ある。

## 著名人の墓所
本堂奥の位牌堂には、幕末の勤王歌人として知られ、高杉晋作の死を看取った野村望東尼の位牌がある。
墓地には、その野村望東尼の墓を始めとし、幕末に萩藩主毛利敬親公の側近として活躍した後、群馬県の初代県令や明治天皇皇女である貞宮多喜子内親王の養育主任などを歴任した楫取素彦男爵とその妻美和子（吉田松陰の実妹、杉文で、元は久坂玄瑞に嫁いだが、未亡人となり楫取素彦と再婚、楫取素彦はそれ以前に文の姉、松蔭の妹寿と結婚し、これと死別）の墓もある 。杉文は、2015年のNHK大河ドラマ「花燃ゆ」の主人公。
華浦医学校関係者（福田正二医師の家の墓）の墓、女優夏目雅子の墓（西山家之墓）もある。毛利英雲公（毛利重就、英雲公）御分骨廟、その他に諸隊や三田尻海軍局などの志士たちの招魂碑もある。

## 所在地・アクセス
- 山口県防府市防府市桑山一丁目5-10[3]
- 山陽自動車道の防府東または防府西ICから車で15分
- JR防府駅から南へ徒歩で15分

## 近在の施設
- 維新百拾周年記念之碑
- 山口県立防府高等学校
- 桑山公園